# Harrach

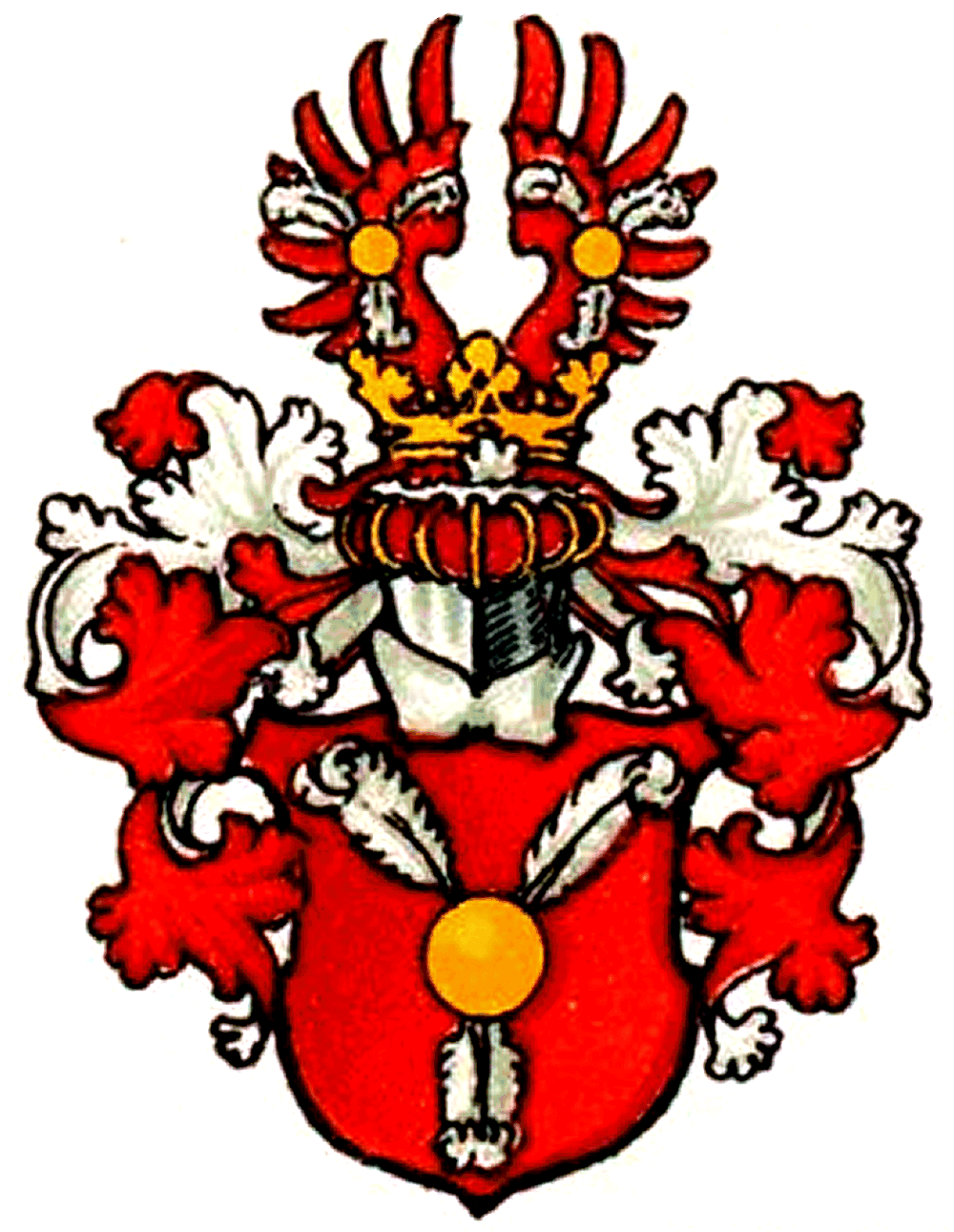
Stammwappen derer von Harrach

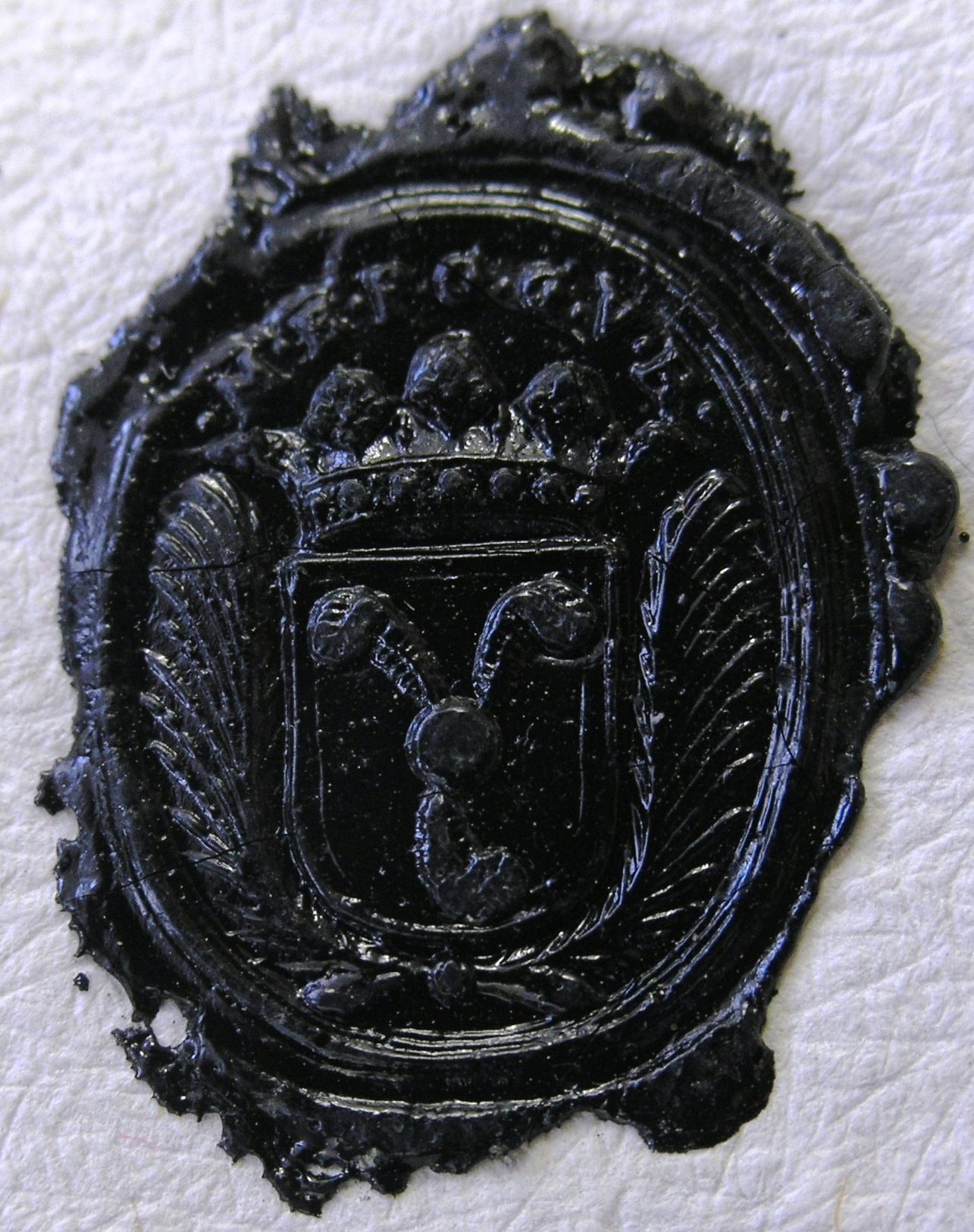
Maria Eleonóre Pálffy, geb. von Harrach 1681 Malacky

Harrach ist der Name eines alten österreichisch-böhmischen Adelsgeschlechts. Die Herren, Freiherren und Grafen von Harrach zählten zum Hochadel. Zweige der Familie bestehen bis heute.

## Geschichte
Erstmals erwähnt wird das Geschlecht aus südböhmischen und oberösterreichischen Uradel im Jahre 1195 in den Urkunden des Stifts Ranshofen, das damals zum Herzogtum Baiern gehörte. Nach dem Genealogen und Heraldiker Martin Kolar (1836–1889) stammen die Harrach aus dem Geschlecht der Wladyken Haracher von Harach bei Rosenberg in Südböhmen, das mit Beness von Horach und seinen Brüdern als Zeugen der Brüder Heinrich und Witiko von Rosenberg in einer Patronatsurkunde des Stiftes Hohenfurt 1272 bzw. mit Dietmar von Harouch vermutlich aus Harrouche bei Freistadt in Oberösterreich zuerst erscheint. Die Stammreihe des erloschenen gräflichen Hauses der Hrzebenatz von Harrach beginnt urkundlich 1439.
Eine weitere gesicherte Stammreihe beginnt im 13. Jahrhundert mit Przibislaus von Harrach (Přibyslav z Harachu; auch z Horochu) der einem Vladikengeschlecht aus dem südböhmischen Dorf Hora bzw. Harachy entstammte. Przibislaus Nachkommen erwarben bedeutende Besitzungen u. a. im Mühlviertel, der Steiermark und in Kärnten.

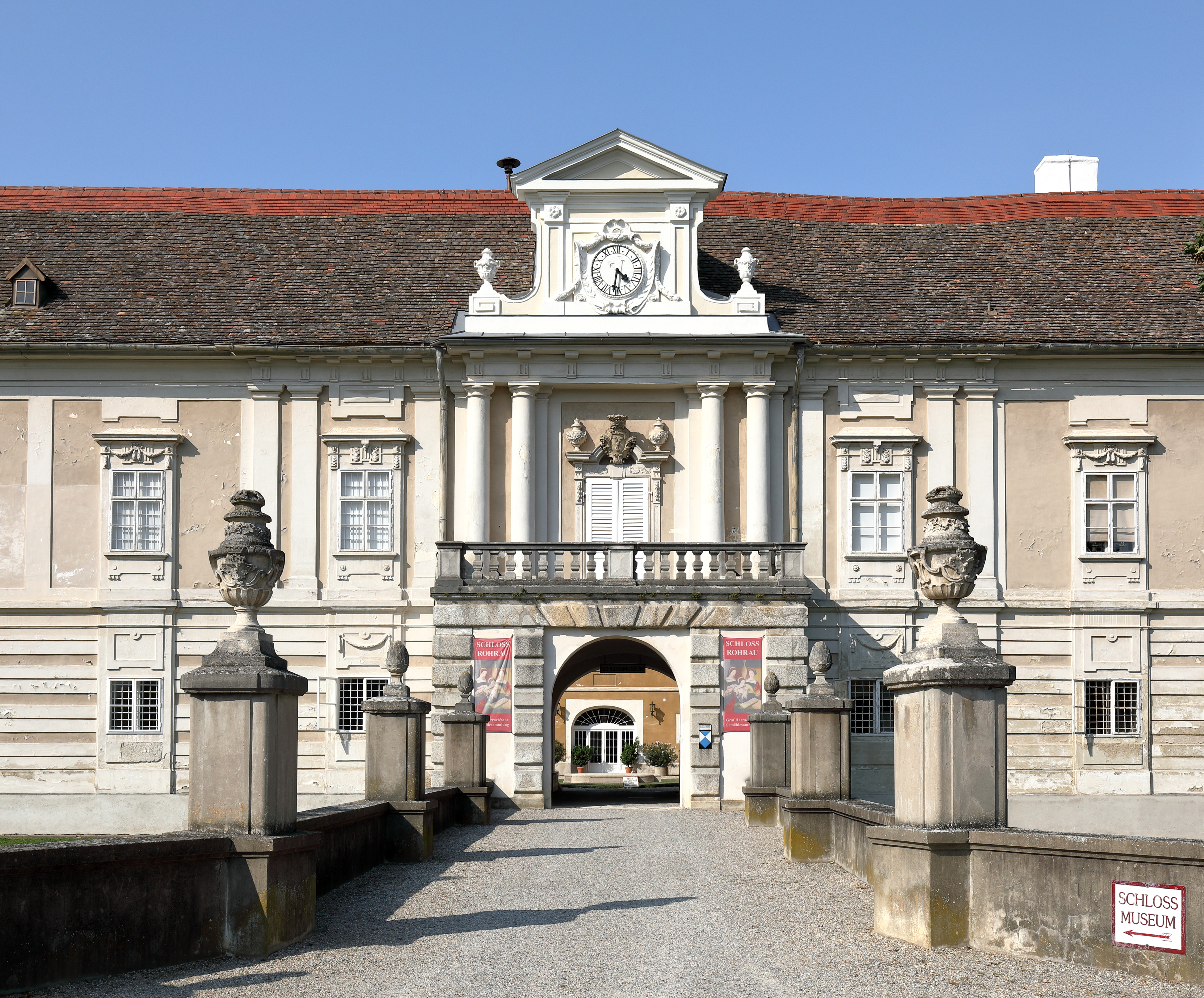
Schloss Rohrau, Niederösterreich, Stammsitz der älteren Linie (seit 1524); heute im Besitz der Grafen Waldburg-Zeil

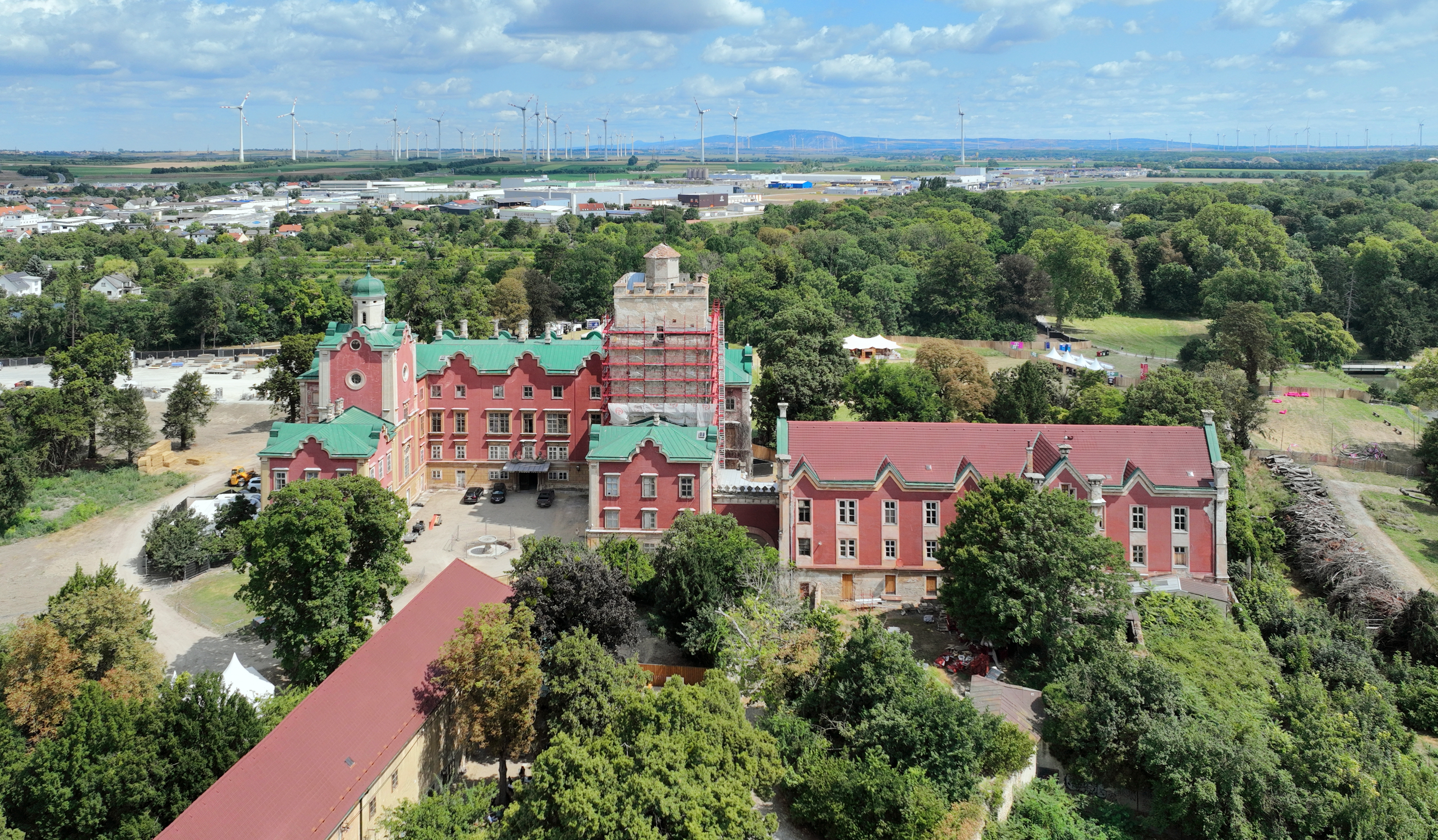
Schloss Prugg in Niederösterreich; bis heute im Besitz der jüngeren Linie

Leonhard III. von Harrach kaufte 1524 die Herrschaft Rohrau in Niederösterreich. Später wurde Schloss Rohrau zum Stammsitz der Familie. Sein Sohn Leonhard IV. (1514–1590) erhielt von Kaiser Karl V. durch Diplom vom 4. Januar 1552 für sich und sein ganzes Geschlecht den Reichsfreiherrenstand und wurde 1577 in den böhmischen Herrenstand erhoben. 1585 wurde er durch Philipp II. in den Orden vom Goldenen Vlies aufgenommen.
Am 6. November 1627 wurde Karl Freiherr von Harrach, der Schwiegervater Wallensteins, von Kaiser Ferdinand II. in den Reichsgrafenstand erhoben und gleichzeitig die Herrschaft Rohrau zur Grafschaft ernannt. Die Mitglieder der Familie führten den Titel Graf bzw. Gräfin von Harrach zu Rohrau und Thannhausen. Durch seine Söhne Leonhard Karl und Otto Friedrich wurde Graf Karl der Stammvater der älteren Linie auf Schloss Rohrau und der jüngeren Linie auf Schloss Prugg (oder Pruck) in Bruck an der Leitha, das bis heute im Familienbesitz ist.
Im Jahr 1700 verkaufte der Kaiser Leopold dem Grafen Ferdinand Bonaventura I. aus der jüngeren Linie die Herrschaft und das Schloss Freistadt im Mühlviertel als freies Eigen. Dessen Urenkelin Rosa heiratete 1777 den Fürsten Joseph Kinsky, und so ging die Herrschaft auf die Familie Kinsky über. Ferdinand Bonaventura II. von Harrach erlangte für sich und die Nachkommen seines Bruders Friedrich August 1752 die Aufnahme in das schwäbische Reichsgrafenkollegium als „Personalisten“ (also ohne Erwerb eines reichsunmittelbaren Territoriums) und damit die Reichsstandschaft, wodurch diese Linie zum Hochadel gehörte. Auf Grund dessen wurde dem Chef der jüngeren Linie durch ein Dekret der k.u.k. Hofkanzlei 1841 das Prädikat Erlaucht zugestanden. Zu Anfang des 18. Jahrhunderts wurde der Salzburger Fürsterzbischof Franz Anton von Harrach von Kaiser Joseph I ad personam in den Reichsfürstenstand erhoben.
Johann Nepomuk XII. Graf Harrach zu Rohrau und Thannhausen verkaufte zum Ende des 18. Jahrhunderts den Wiener Majoratsgarten sowie das Majoratsgut Wlkawa (Vlkava) und übertrug das Majorat auf die Allodialherrschaft Starkenbach (Jilemnice) und errichtete darauf einen Familienfideikommiss. Sitz der älteren Linie bildete das Schloss Horní Branná, Mitte des 19. Jahrhunderts ließ Franz Ernst Graf Harrach-Rohrau in der Herrschaft Sadowa das repräsentative Schloss Bürgles (Hrádek u Nechanic) erbauen. Zugleich ließ er in Horní Branná als Familienbegräbnisstätte die Harrach-Gruft zum Heiligen Kreuz errichten, in die später auch die Särge aus der alten Grablege in Spitalkapelle St. Alois überführt wurden. Nach dem Zweiten Weltkrieg wurden sämtliche Familiengüter in der Tschechoslowakei (darunter seit 1773 auch Schloss Dolní Přím) enteignet.
Ferdinand Joseph (1763–1841), jüngster Sohn aus der Linie Prugg, begründete eine schlesische, teils evangelische Linie auf Rosnochau, Schwesterwitz, Klein Krichen und Tiefhartmannsdorf. Seine Tochter Auguste (1800–1873) wurde 1824 die zweite Gemahlin des preußischen Königs Friedrich Wilhelm III.
Das Palais Harrach in Wien wurde 1975 an die Stadt verkauft. Nach der Familie ist unter anderem der Ort Harrachov in Tschechien benannt, wo seit Anfang des 18. Jahrhunderts eine Glashütte das Harrachglas herstellte. Neben Harrachov führen auch Horní Branná und Zvíkov das Familienwappen der Harrach im Gemeindewappen.

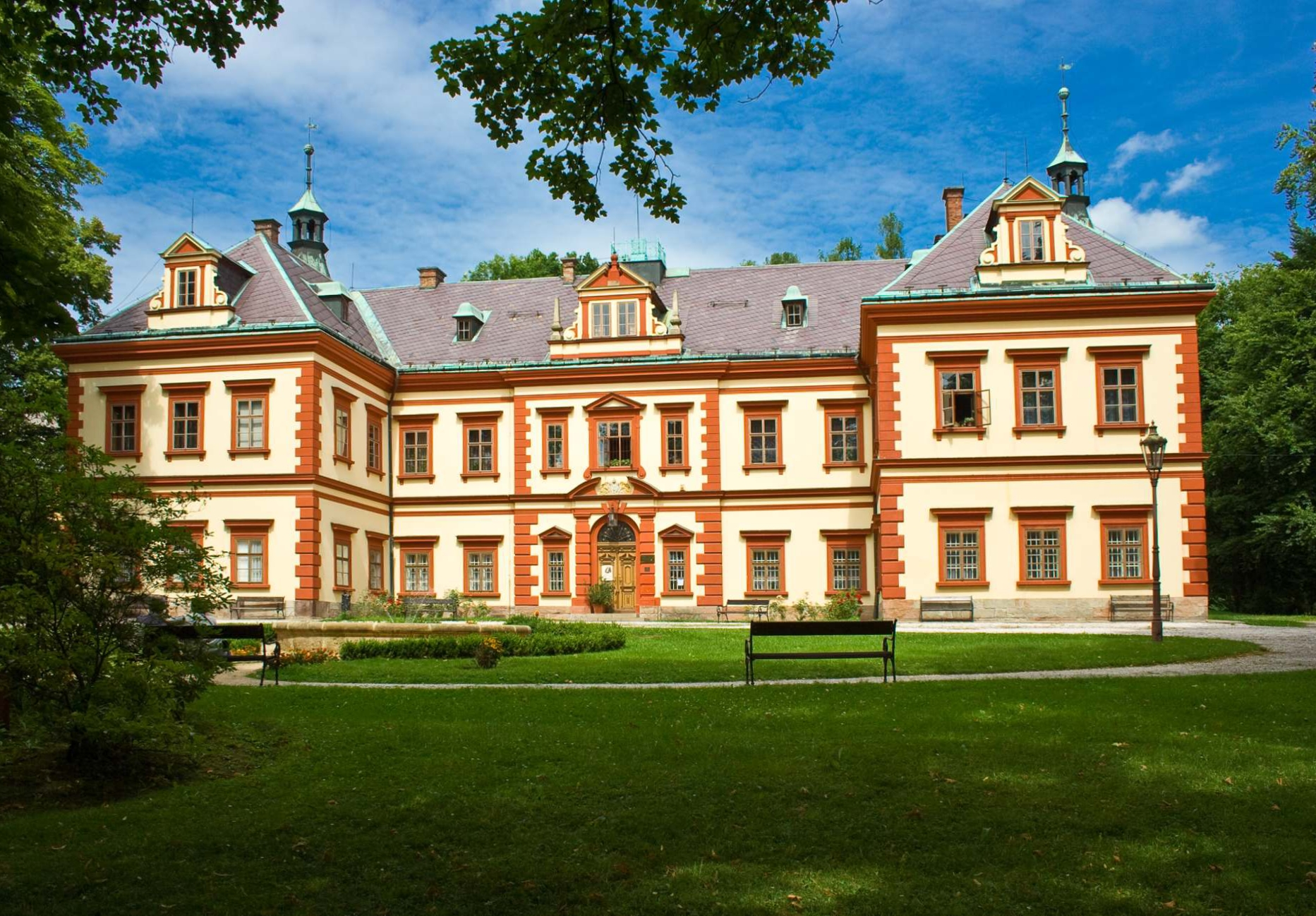
Schloss Starkenbach, Nordböhmen
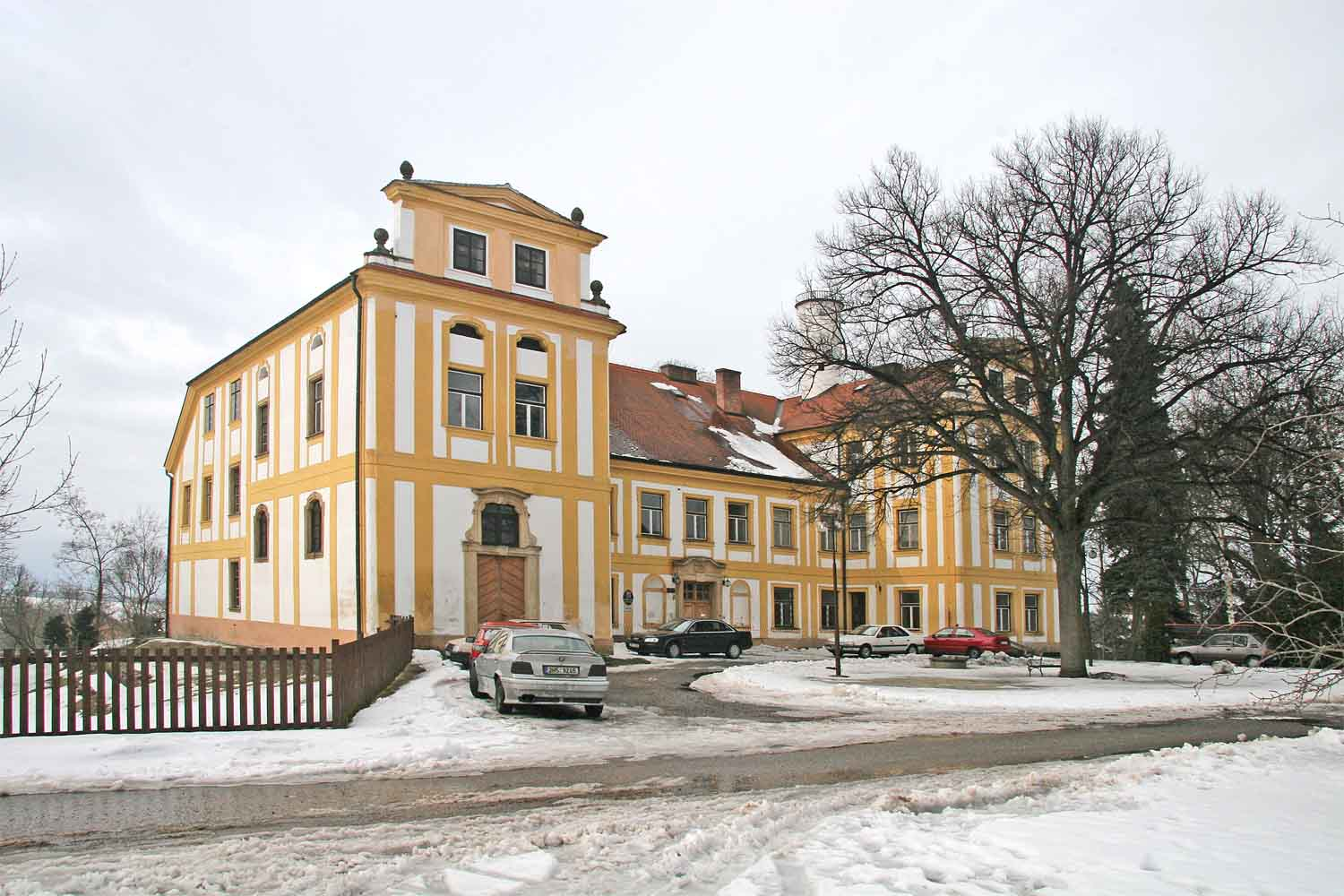
Schloss Dolní Přím, Ostböhmen
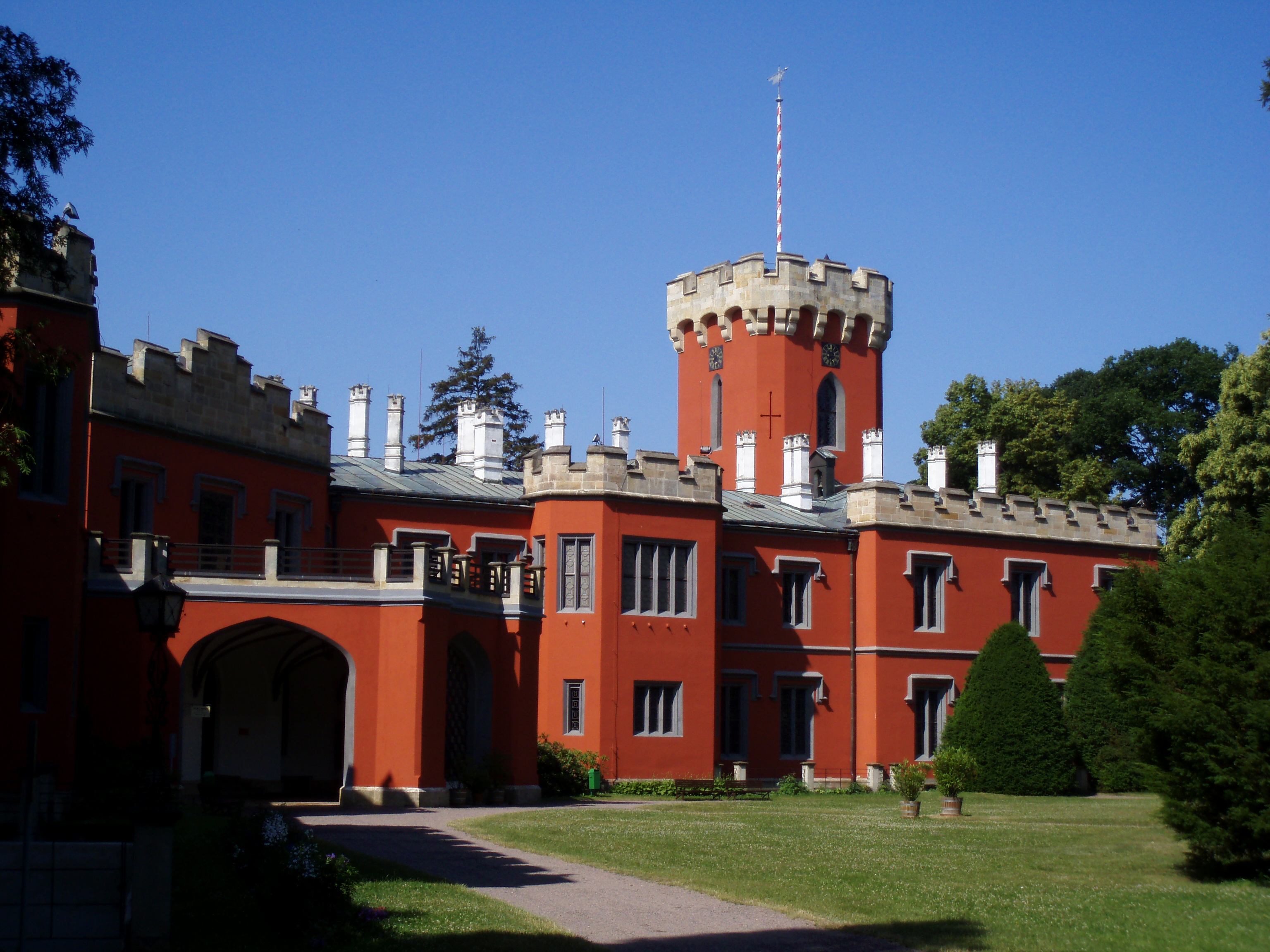
Schloss Bürgles, Böhmen
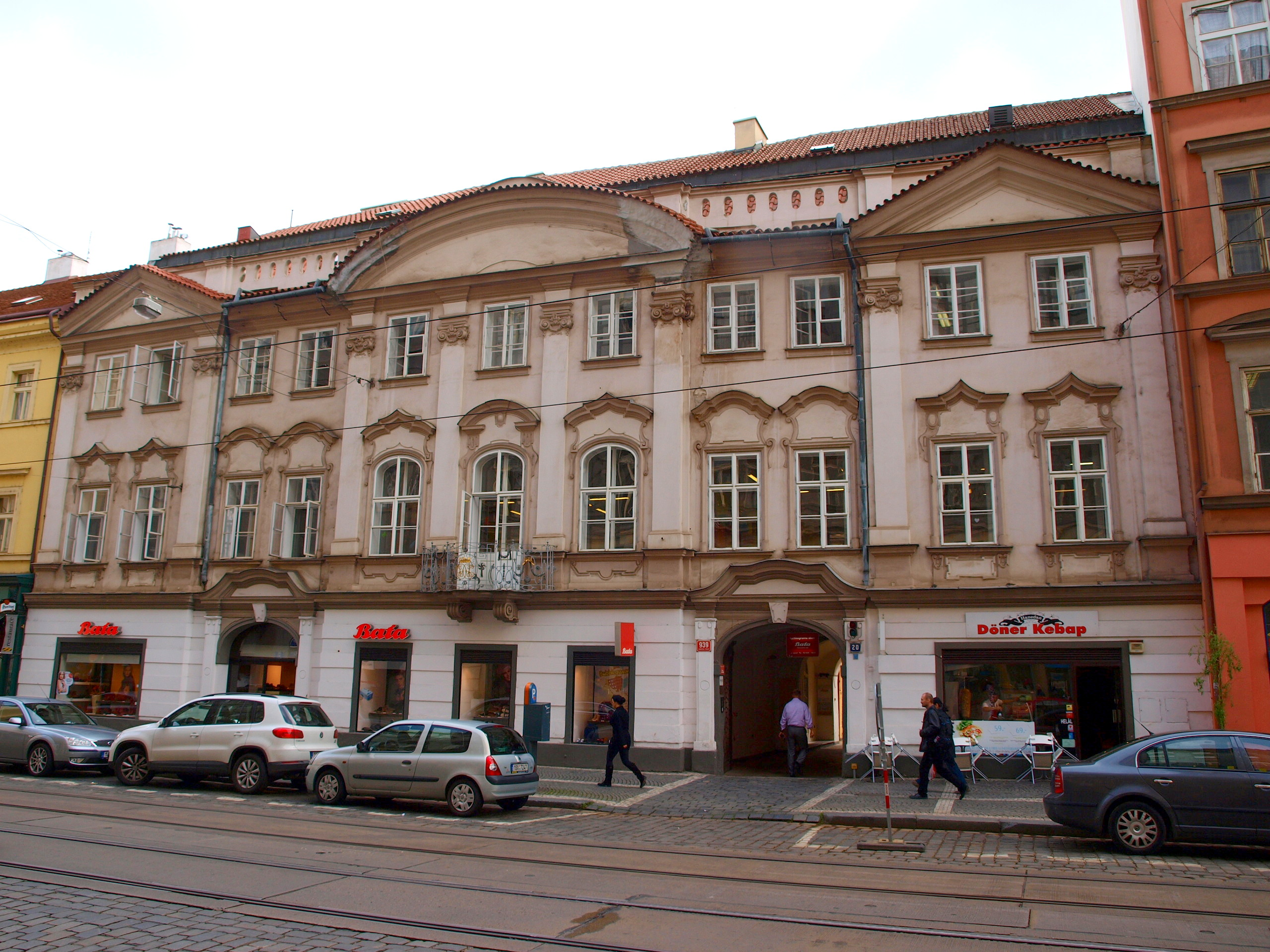
Palais Harrach, Prag
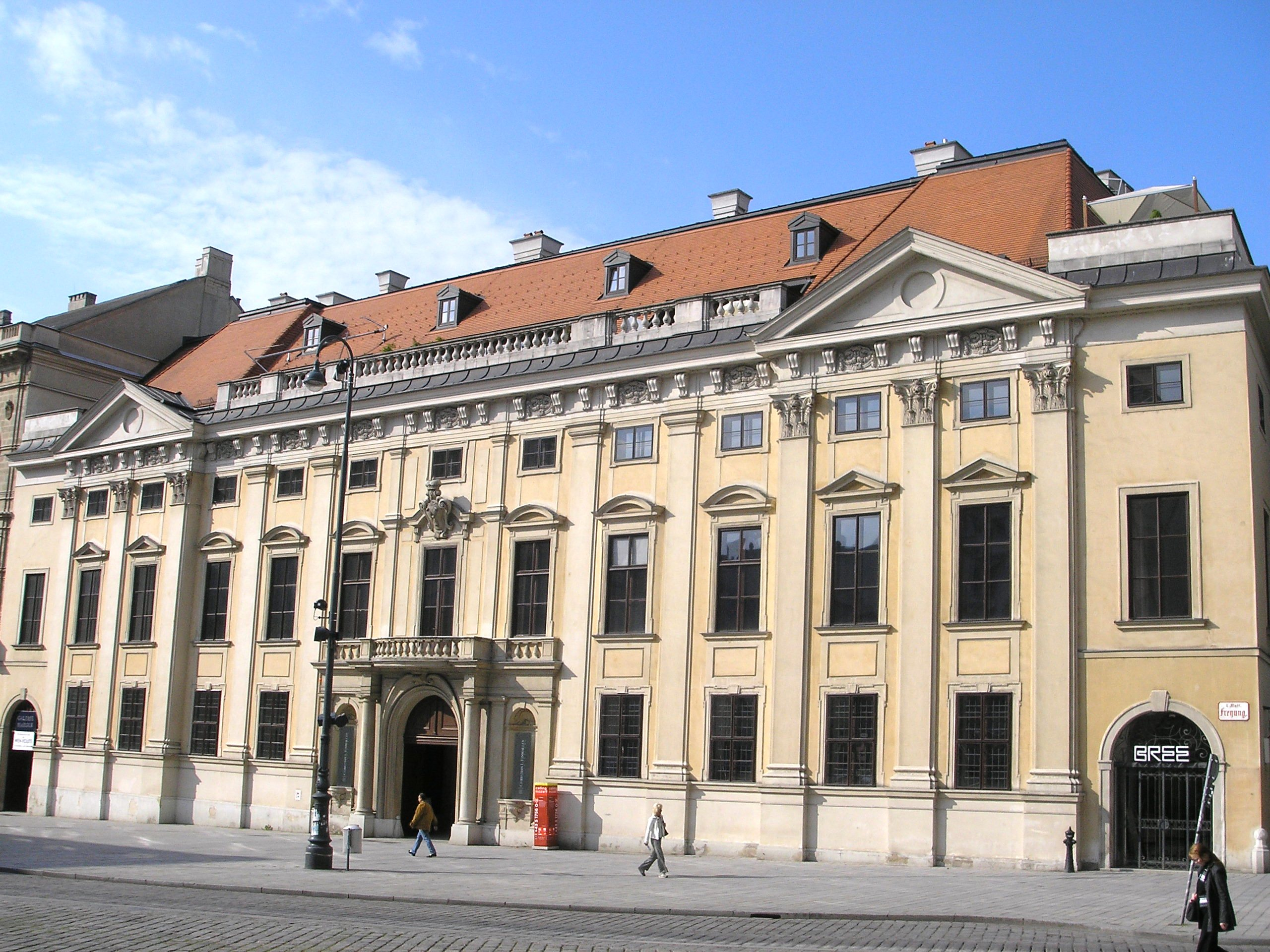
Stadtpalais Harrach, Wien
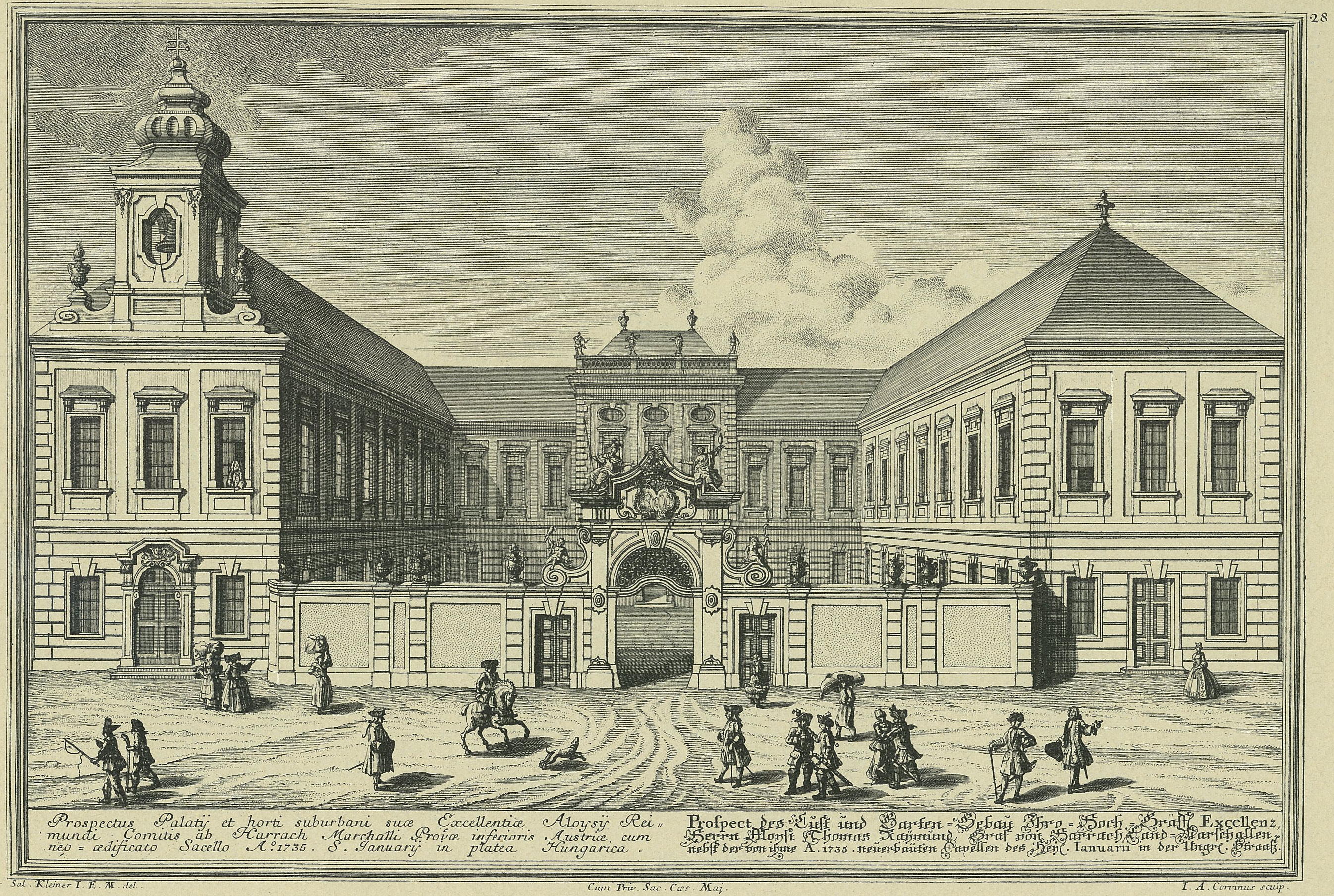
Gartenpalais Harrach, Wien
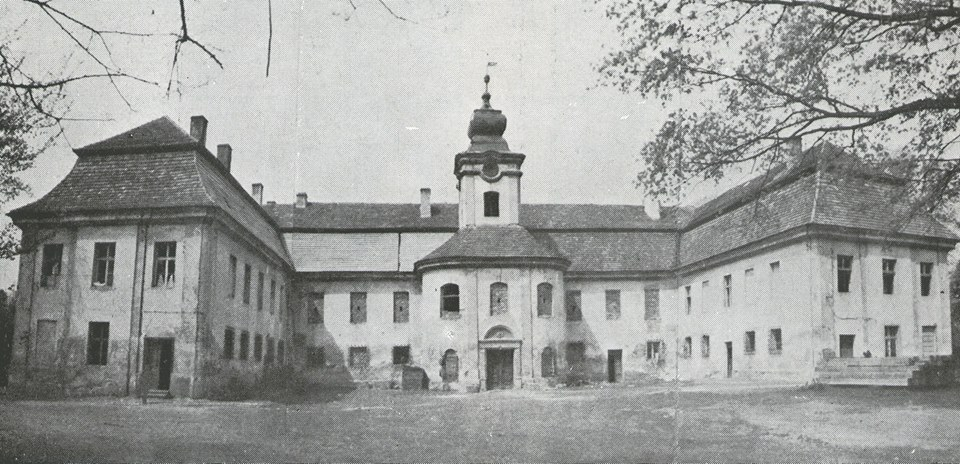
Schloss Rosnochau, Oberschlesien
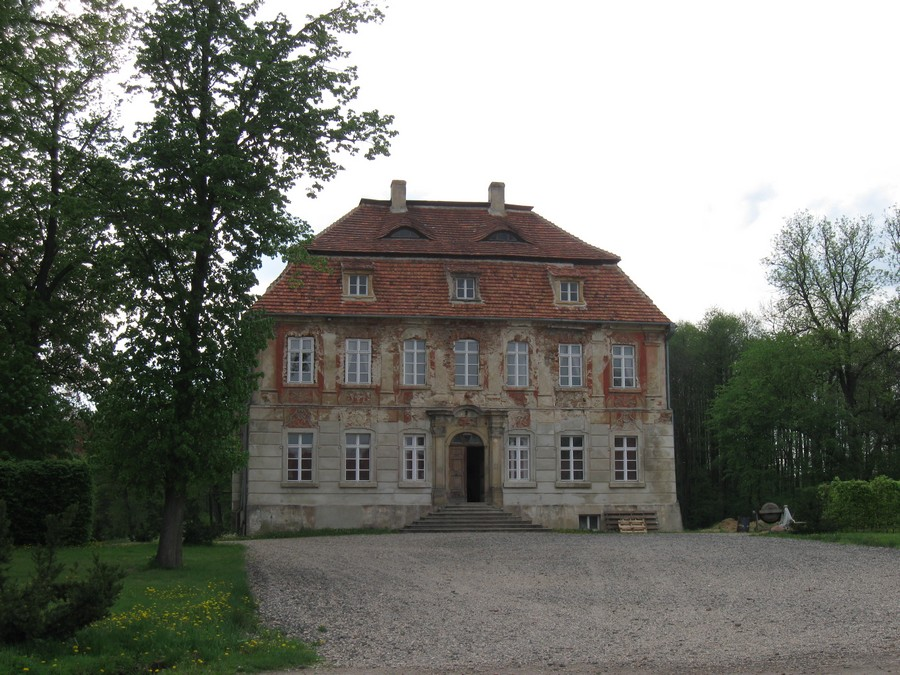
Schloss Klein Krichen, Niederschlesien
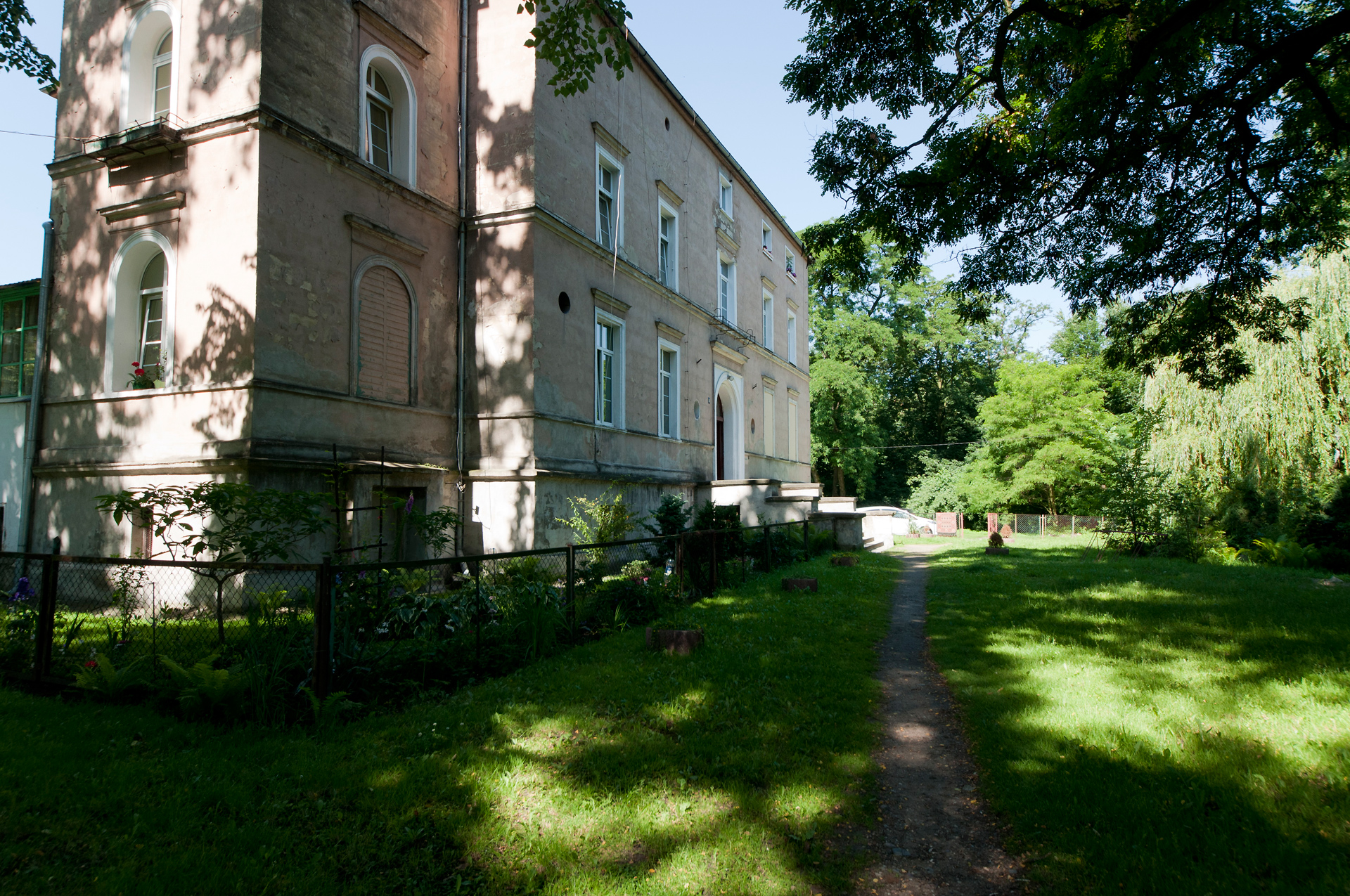
Neue Schloss Gross Sägewitz, Solna, Woiwodschaft Niederschlesien
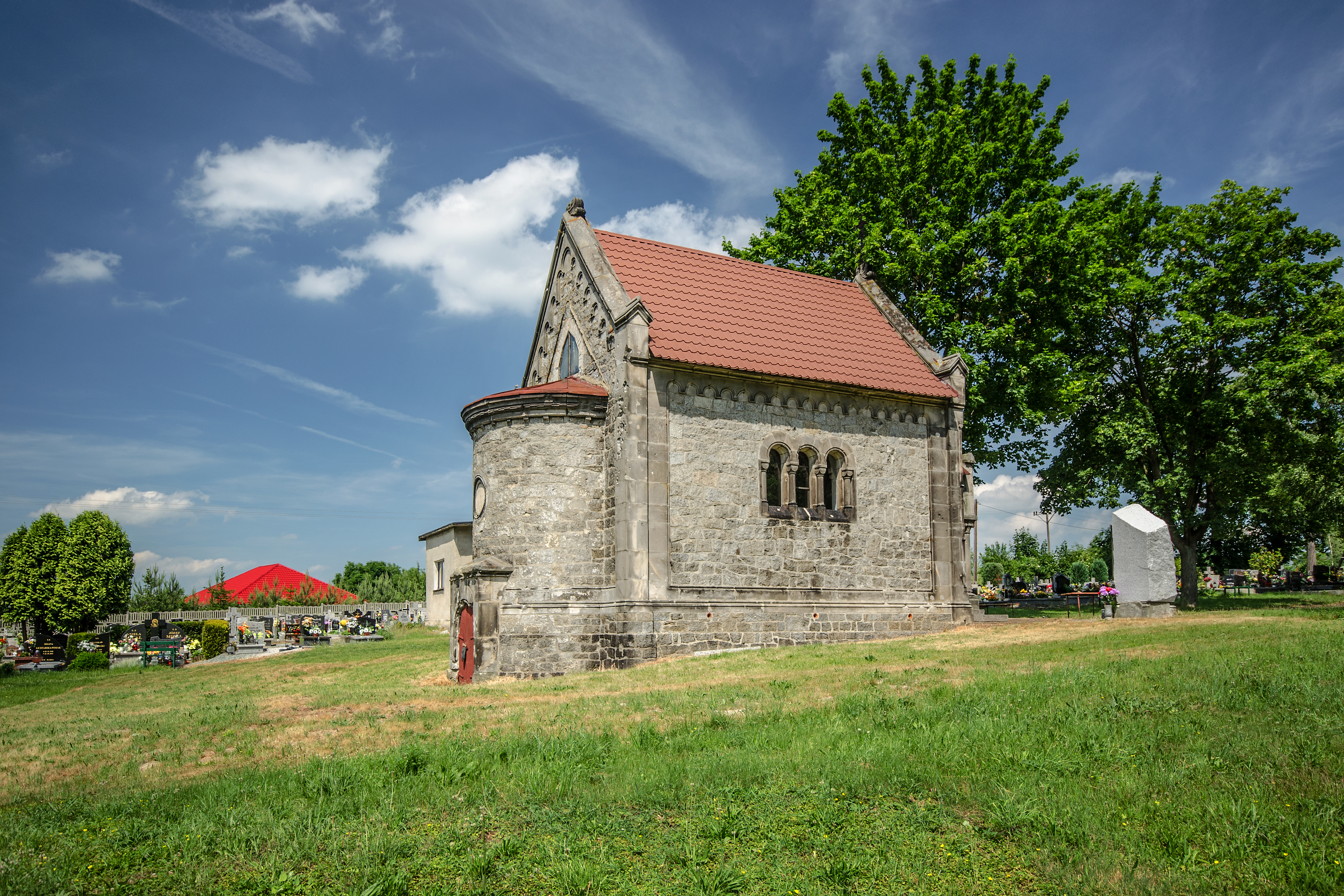
Erbgruft der Gräflich Harrach'schen Familie zu Rankau, Niederschlesien

## Wappen

### Stammwappen
Blasonierung: Das Stammwappen zeigt in Rot eine goldene Kugel, die mit drei (2:1) silbernen Straußenfedern besteckt ist, die oberen schräg nach außen gekehrt; auf dem Helm mit rot-silbernen Decken ein geschlossener roter Flug mit dem Schildbild.
Wappengeschichte: Mit Diplom vom 26. August 1708 gewährte Kaiser Joseph I. auf Antrag der zweiten Frau von Aloys Thomas Raimund von Harrach, Anna Cäcilia von Thannhausen (* 14. März 1674; † 15. Februar 1721), der letzten ihres Geschlechts (keine Stammes- oder Wappenverwandtschaft zu dem blühenden Geschlecht von Thannhausen), eine Wappenzusammenführung Harrach-Thannhausen. Die männlichen Nachkommen durften sich nun Grafen von Harrach zu Thannhausen nennen.

### Gräfliches Wappen
Blasonierung: Das gräfliche Wappen von Harrach zu Rohrau und Thannhausen zeigt gemäß der Wappenvereinigung Harrach-Thannhausen von 1708 einen gevierten Schild mit (von einer Grafenkrone bedeckten) Herzschild, darin das Stammwappen; Feld 1 und 4: in Schwarz eine goldene gefiederte Adlerklaue († Thannhausen); Feld 2 und 3: von Gold und Rot gespalten und belegt mit einem schwarz-silbern gespaltenen Sparren († Aeckherlin); auf dem (mit einer Grafenkrone bedeckten) Schild ruhen vier bekrönte Bügelhelme [Kolbenturnierhelme]: von den beiden inneren, einander zugewandten Helmen zeigt der vordere mit rot-silbernen Decken ein mit dem Stammwappenbild bezeichneten Flügel, der hintere mit schwarz-goldenen Decken die Adlerklaue wachsend († Thannhausen), von den beiden äußeren Helmen zeigt der vordere mit schwarz-goldenen Decken zwei schwarze Büffelhörner, außen mit je sechs silbernen Straußenfedern besteckt (zweiter Helm zu Harrach), der hintere mit rot-silbernen Decken einen geschlossenen Flug, dessen rechter Flügel schwarz, der linke wie das zweite Schildfeld bezeichnet ist († Aeckherlin).

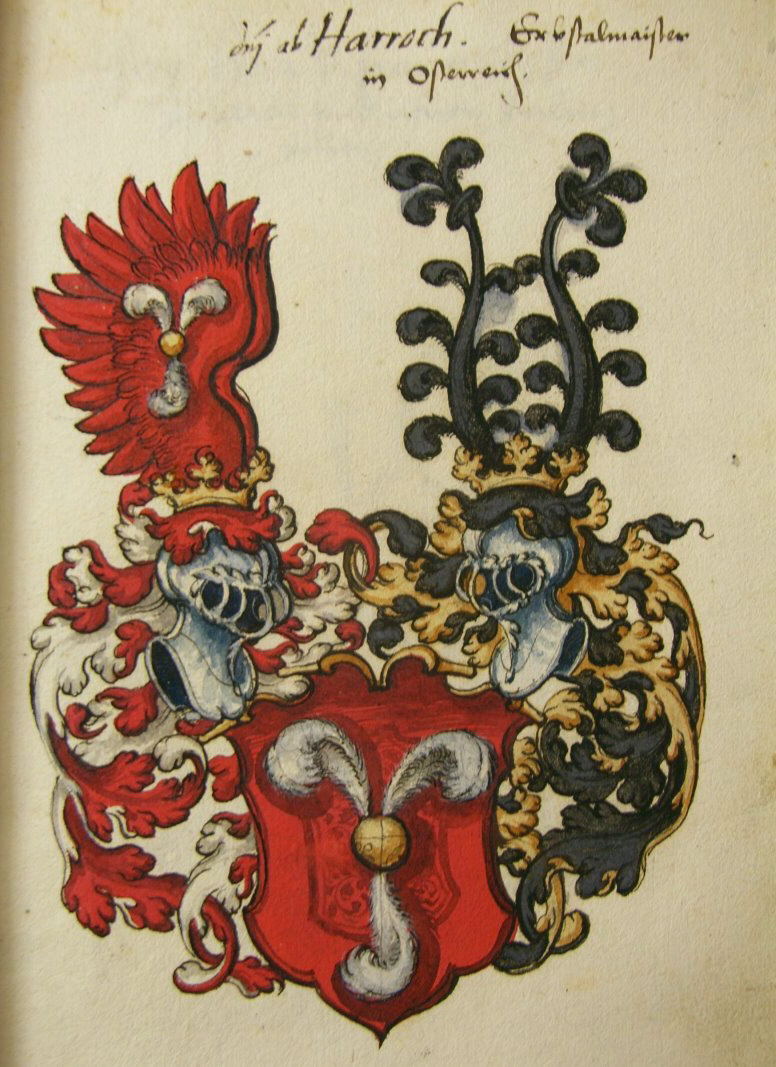
Stammwappen der Harrach aus dem 16. Jahrhundert, „Allerlay Wapen“
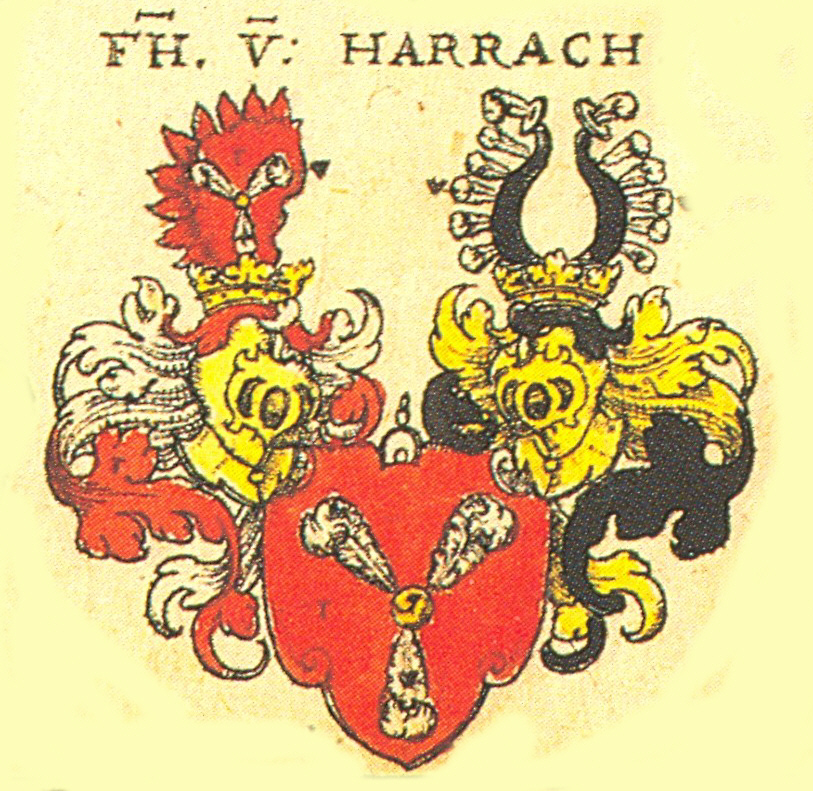
Stammwappen der Freiherren von Harrach, nach Johann Siebmachers Wappenbuch (1605)
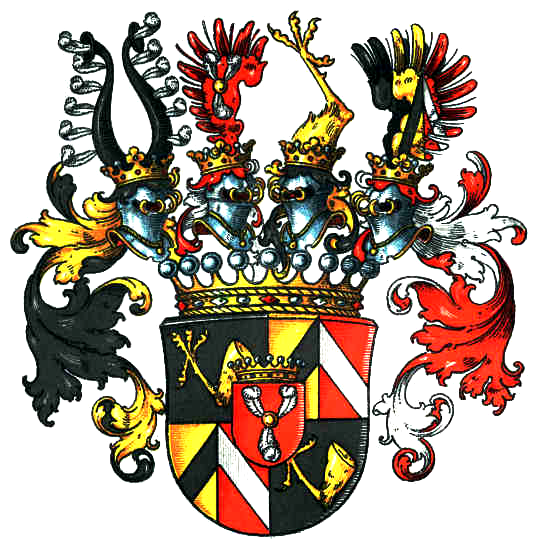
Gemehrtes Wappen der Grafen von Harrach zu Rohrau und Thannhausen

## Bekannte Namensträger

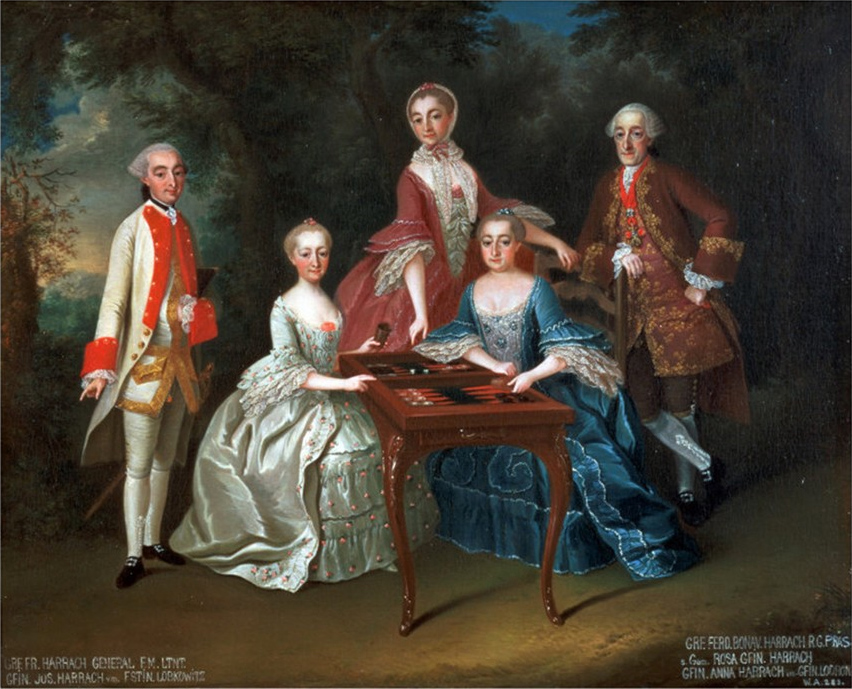
Familienporträt von 1755: Franz Xaver (1732–1781), Maria Josephina Lobkowicz (1727–1788), Maria Rosa Harrach (1721–1785), Maria Anna Lodron (1725–1780) und Ferdinand Bonaventura II. (1708–1778), Generalstatthalter der Lombardei

- Karl von Harrach (1570–1628), Berater Ferdinands II., ab 1627 Reichsgraf, Schwiegervater Wallensteins
- Ernst Adalbert von Harrach (1598–1667), Erzbischof von Prag und Kardinal, Sohn Karls
- Isabella Gräfin von Waldstein, Herzogin von Friedland, geb. Gräfin von Harrach (1601–1651), Gemahlin Wallensteins
- Maximiliane Gräfin Trčka von Lípa, geb. Gräfin von Harrach, Schwester der Isabelle, Gemahlin Trčkas, in Schillers Wallenstein-Trilogie verarbeitet als Gräfin Terzky
- Ferdinand Bonaventura I. Graf von Harrach  (1637–1706), Vertrauter von Kaiser Leopold I.
- Franz Anton von Harrach (1665–1727), Bischof der Erzdiözese Wien und Erzbischof der Erzdiözese Salzburg
- Aloys Thomas Raimund Graf Harrach (1669–1742), österreichischer Staatsmann und Diplomat
- Johann Philipp Graf Harrach (1678–1764), österreichischer Feldmarschall und Präsident des Hofkriegsrats
- Karl Anton von Harrach zu Rohrau (1692–1758), Feldmarschall-Lieutenant
- Friedrich August von Harrach-Rohrau (1696–1749), böhmischer Gesandter beim Immerwährenden Reichstag
- Johann Ernst Emanuel Joseph von Harrach (1705–1739), Bischof von Nitra
- Ferdinand Bonaventura II. Graf Harrach (1708–1778), österreichischer Staatsmann und Diplomat
- Ernst Guido von Harrach (Ernst Guido Reichsgraf von Harrach zu Rohrau und Thannhausen , Freiherr zu Prugg und Pürrhenstein; 1723–1783)
- Maria Josefa von Harrach (1727–1788), Fürstin von Liechtenstein
- Alois Ernst von Harrach zu Rohrau (1728–1800), Feldmarschall-Lieutenant
- Franz Xaver von Harrach zu Rohrau (1732–1781), Feldmarschall-Lieutenant
- Ferdinand Johann Nepomuk von Harrach zu Rohrau (1740–1796), Feldmarschall-Lieutenant
- Johann Nepomuk Ernst von Harrach (1756–1829), Kunstsammler, Humanist und Industrieller
- Karl Borromäus Graf von Harrach (1761–1829), Armenarzt, Komtur des Deutschen Ordens (Ballei Österreich)[12]
- Alois Leonhard von Harrach zu Rohrau (1767–1827), Feldmarschall-Lieutenant
- Franz Ernst von Harrach zu Rohrau (1799–1884),  Graf von Harrach, Ritter des österreichischen Ordens vom Goldenen Vlies, Neffe von Johann Nepomuk Ernst
- Auguste Gräfin von Harrach, Fürstin von Liegnitz (1800–1873), zweite Gemahlin Friedrich Wilhelms III. von Preußen
- Johann Nepomuk von Harrach (1828–1909), österreichischer Industrieller, Politiker, Gutsherr und Mäzen
- Ferdinand Graf Harrach (1832–1915), Landschaftsmaler, Historienmaler, Porträtmaler
- Franz Graf Harrach (1870–1937), Adjutant des österreichisch-ungarischen Thronfolgers Erzherzog Franz Ferdinand d'Este,
- Péter Pál Harrach (* 1947), ungarischer Theologe und Politiker der Christlich-Demokratischen Volkspartei
- Ernst „Beppo“ Harrach (* 1979), österreichischer Rallyefahrer

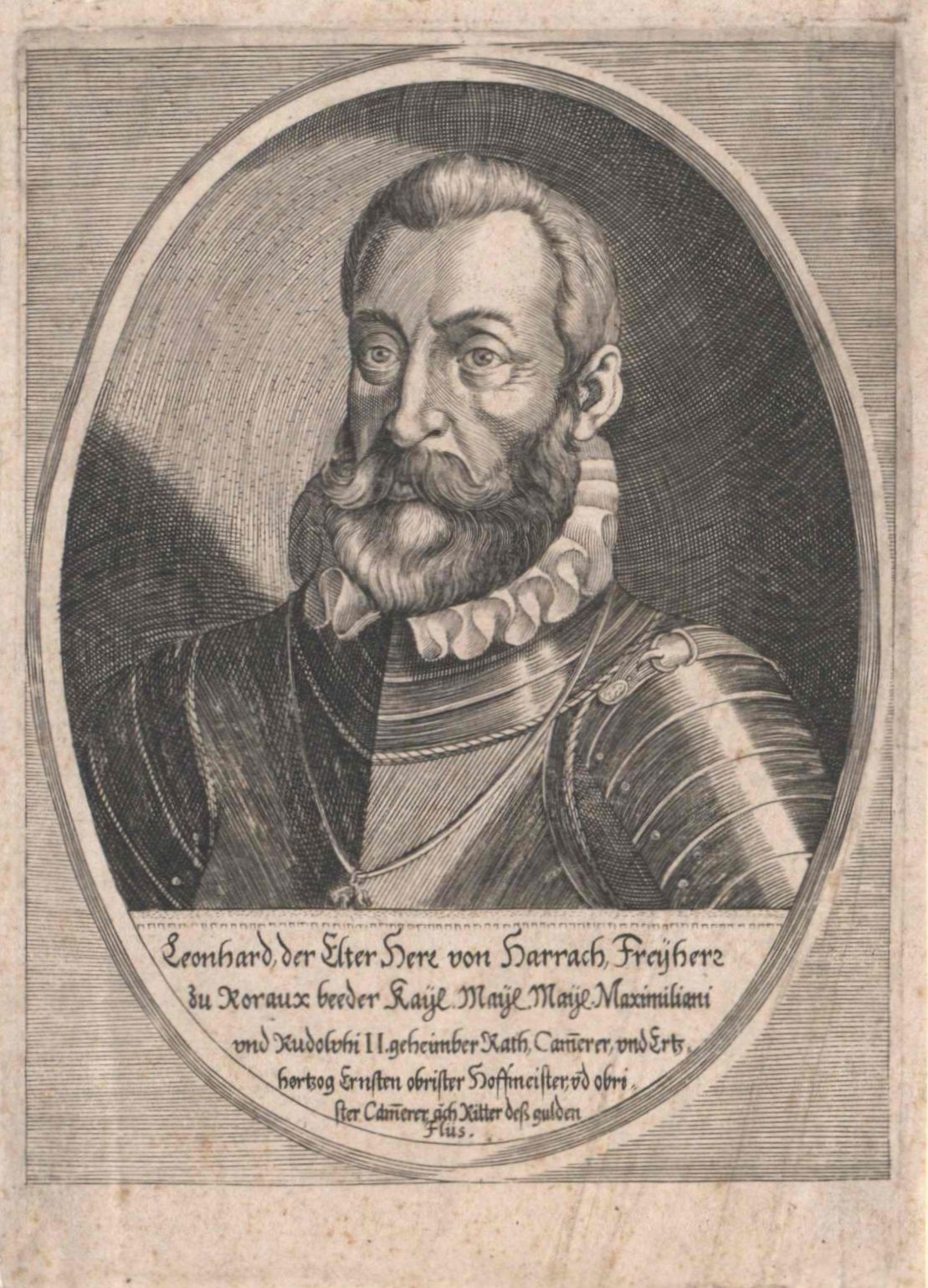
Leonhard IV von Harrach
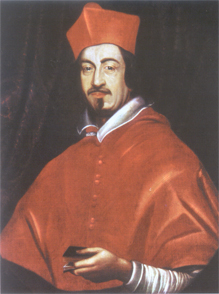
Kardinal Ernst Adalbert von Harrach (1598–1667), Erzbischof von Prag
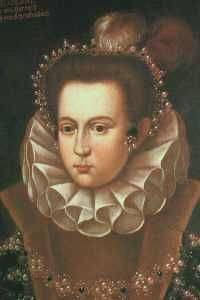
Isabella von Harrach (1601–1651), Gemahlin Wallensteins
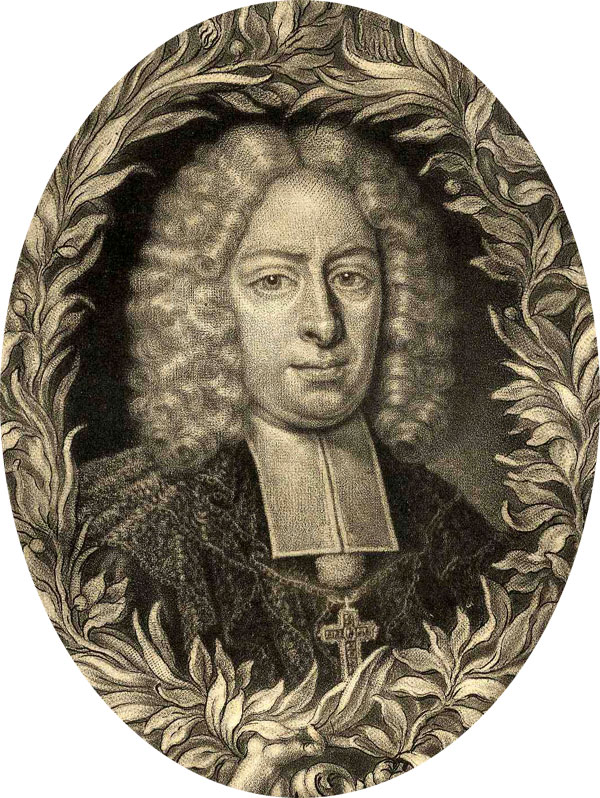
Franz Anton von Harrach (1665–1727), Fürsterzbischof von Salzburg
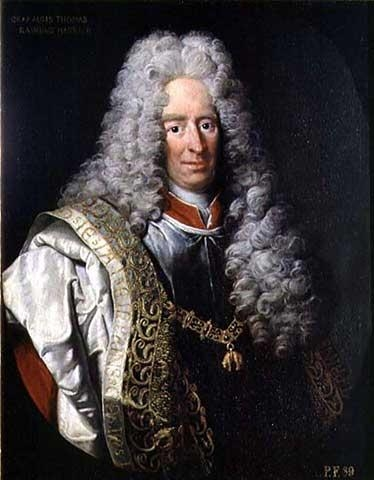
Aloys Thomas Raimund Harrach (1669–1742), österreichischer Staatsmann, Vizekönig von Neapel
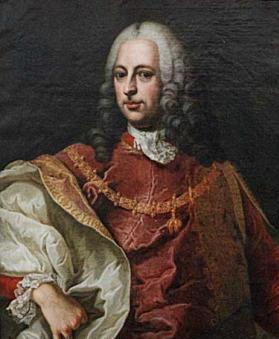
Friedrich August von Harrach-Rohrau (1696–1749), Gouverneur der österreichischen Niederlande
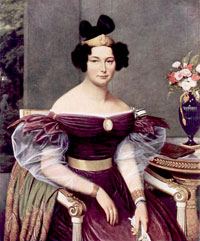
Auguste Gräfin von Harrach, Fürstin Liegnitz (1800–1873), Gattin Friedrich Wilhelm III. von Preußen